# Ernst-Thälmann-Straße 21, Im Winkel 1, 3, Mittelstraße 12, 13

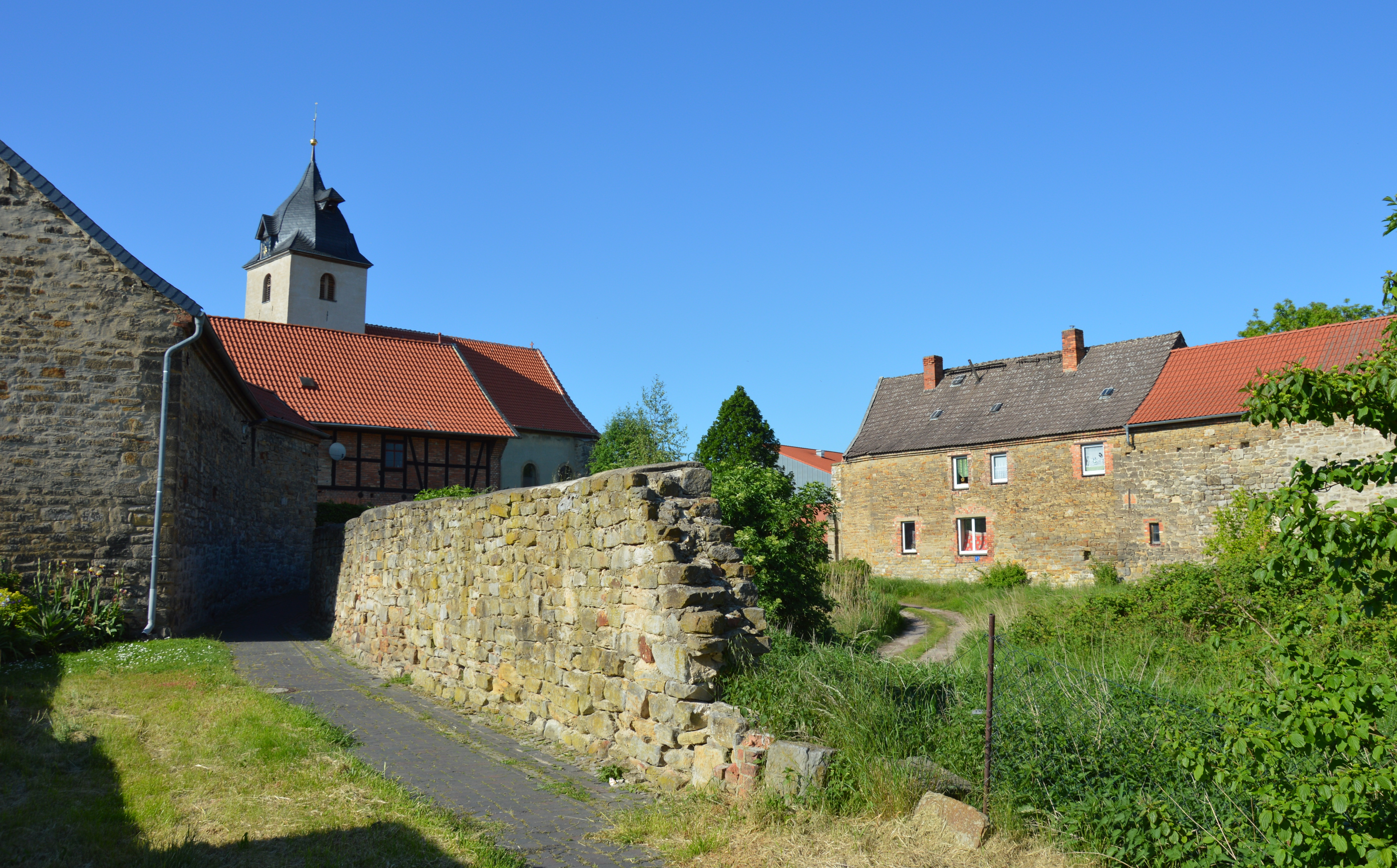
Gasse Im Winkel, 2017, Blick auf fehlende Bebauung

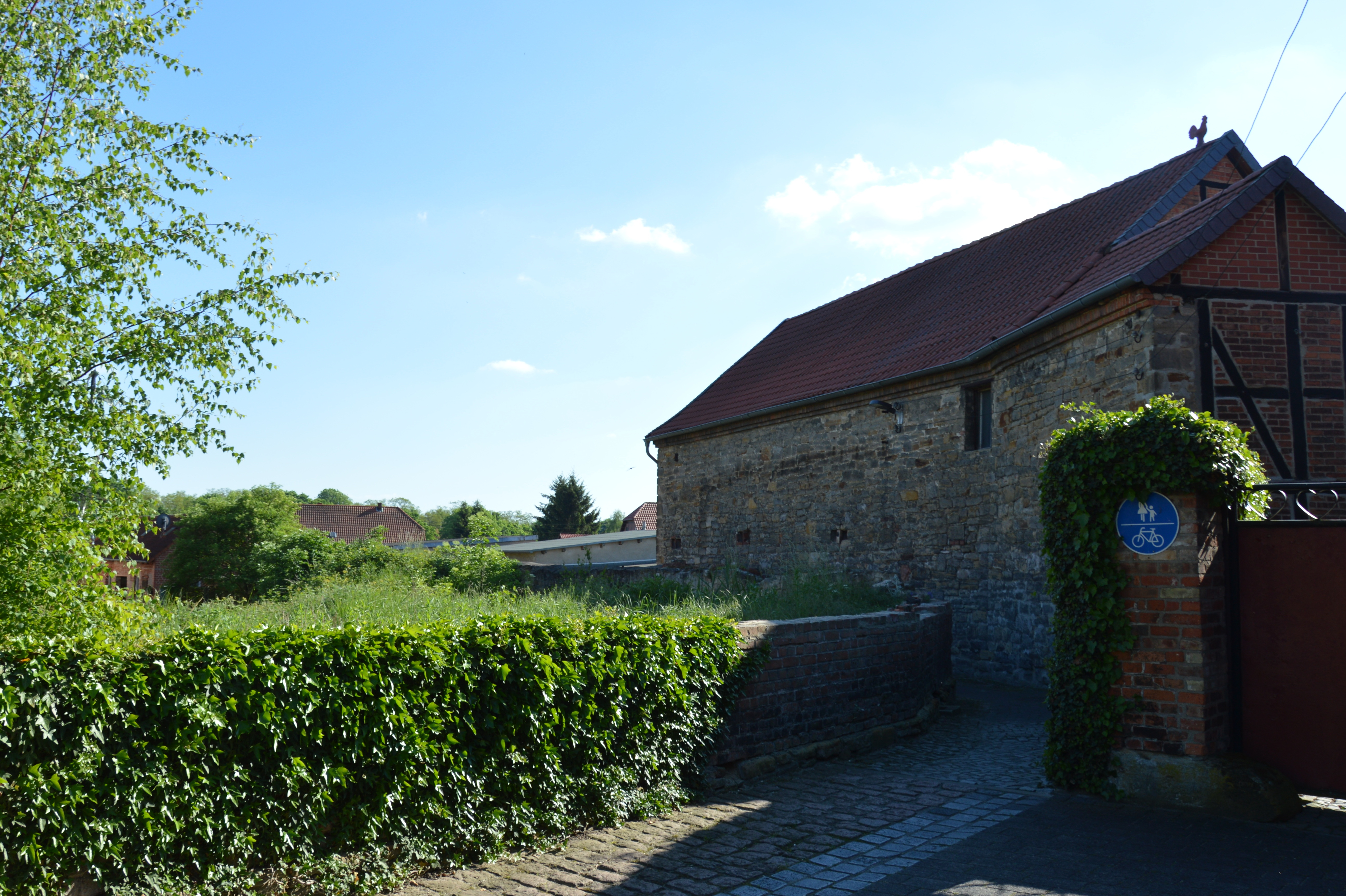
Blick von der Kirche in die Gasse Im Winkel, fehlende Bebauung

Ernst-Thälmann-Straße 21, Im Winkel 1, 3, Mittelstraße 12, 13 war die im Denkmalverzeichnis für Völpke eingetragene Bezeichnung für den ehemals denkmalgeschützten Ortskern von Völpke in Sachsen-Anhalt.

## Geschichte und Architektur
Die Gebäude des Ortskerns waren größtenteils nach einem Brand im Jahr 1806 entstanden. Zum Ortskern gehören neben der Sankt-Margareta-Kirche mehrere große Bauernhöfe mit ihren jeweiligen Wohnhäusern, markanten aus Bruchsteinen errichteten Torbögen und Wirtschaftsbauten. Darüber hinaus war auch die Pflasterung der Straßen prägend für den Denkmalbereich. Als besonders bedeutend galt dabei der Ducksteinsche Hof an der Adresse Mittelstraße 11, in dem der Gemeindevorsteher Jacob Duckstein wohnte und sich auch die Amtsstube befand.
Im Denkmalverzeichnis war der Ortskern unter der Erfassungsnummer 094 55942 als Denkmalbereich verzeichnet. Nach diversen Abbrüchen und Einstürzen von Gebäuden im Denkmalbereich und der Errichtung unangemessener Neubauten wurde festgestellt, dass der Bereich seine Denkmaleigenschaft verloren hatte. Daher erfolgte im Jahr 2016 die Austragung aus dem Denkmalverzeichnis.